# 阿纳尔多·卡利
阿纳尔多·卡利（義大利語：Arnaldo Carli，1901年7月30日—1972年9月14日），意大利男子自行车运动员。他曾代表意大利参加1920年夏季奥林匹克运动会自行车比赛，获得男子团体追逐赛金牌。